# Cerje Samoborsko
 Celine Samoborske  falu Horvátországban Zágráb megyében. Közigazgatásilag Szamoborhoz tartozik.

## Fekvése
Zágrábtól 24 km-re nyugatra, községközpontjától 3 km-re délnyugatra, a Zsumberk-Szamobori-hegység völgyében fekszik.

## Története
1598-ban „Czerye ad Zamobor” néven említik először. 1857-ben 208, 1910-ben 366 lakosa volt. Trianon előtt Zágráb vármegye Szamobori járásához tartozott. 2011-ben 377 lakosa volt. A rudei Szent Borbála plébániához tartoznak.

## Lakosság
| Lakosság változása | Lakosság változása | Lakosság változása | Lakosság változása | Lakosság változása | Lakosság változása | Lakosság változása | Lakosság változása | Lakosság változása | Lakosság változása | Lakosság változása | Lakosság változása | Lakosság változása | Lakosság változása | Lakosság változása | Lakosság változása |
| ------------------ | ------------------ | ------------------ | ------------------ | ------------------ | ------------------ | ------------------ | ------------------ | ------------------ | ------------------ | ------------------ | ------------------ | ------------------ | ------------------ | ------------------ | ------------------ |
| 1857               | 1869               | 1880               | 1890               | 1900               | 1910               | 1921               | 1931               | 1948               | 1953               | 1961               | 1971               | 1981               | 1991               | 2001               | 2011               |
| 208                | 253                | 314                | 344                | 375                | 366                | 384                | 424                | 349                | 447                | 430                | 412                | 382                | 366                | 392                | 377                |

## Nevezetességei
Tesna nevű településrészén Franjo Štengl pincéje mellett álló kis Szent Flórián kápolnája az egyházi vizitáció feljegyzése szerint 1799-ben készült. 1996-ban Franjo Štengl faoszlopokon nyugvó tetőt épített eléje.

## Külső hivatkozások
- Szamobor hivatalos oldala
- A rudei Szent Borbála plébánia honlapja
- Szamobor város turisztikai egyesületének honlapja